# Precision Mechatronics
Die Precision Mechatronics GmbH war ein Unternehmen für Entwicklung und Fertigung in der Mechanik- und Elektronikbranche, mit Sitz in Weiterstadt bei Darmstadt. Dabei lag ihre Spezialisierung in der Fertigung von Produkten der Bildbearbeitung. Als Fertigungsteil der Firma DFT Digital Film Technology Holding GmbH war sie ein weltweit tätiges Unternehmen in der Herstellung von Filmabtastern.
Precision Mechatronics GmbH und DFT Digital Film Technology Holding GmbH meldeten im August / September 2012 die Insolvenz an.
Aus der Insolvenzmasse ging die Digital Film Technology GmbH mit Sitz in Darmstadt-Arheilgen hervor.
Neuer Eigentümer war die Prasad Studios mit Sitz in Chennai, Tamil Nadu, Indien, bis im September 2024 die Digital Film Technology GmbH mit der Übernahme durch einen ehemaligen Geschäftsführer des Unternehmens selbständig wurde.

## Geschichte
Den Ursprung nahm das Unternehmen 1929 als „Fernseh AG, Berlin“ gegründet von Bosch, Baird, Zeiss-Ikon und Loewe. 1938 wurde die Robert Bosch GmbH schließlich Alleininhaberin und zog 1949 nach Darmstadt, unter dem Namen „Fernseh GmbH“. 1986 entstand ein Zusammenschluss mit Philips (Niederlande). Das Unternehmen war nun bekannt unter dem Namen „BTS-Broadcast Television Systems GmbH“.
1993 wurden alle Anteile von Philips übernommen und das Unternehmen wechselte den Namen in „Philips Broadcast Television Systems GmbH“. Das Unternehmen zog nach Griesheim. 2001 erfolgte die Übernahme durch Thomson (Frankreich) unter dem Namen „Thomson Broadcast Solutions GmbH“. Zwischenzeitlich wurde ein Teil des Betriebs von der Grass Valley Germany GmbH übernommen. Mittlerweile befand sich der Firmensitz in Weiterstadt. 2008 wurde auch der Geschäftsbereich „Post Production Solutions“ an die Partner Capital Group verkauft und die DFT Digital Film Technology Holding GmbH und die Precision Mechatronics GmbH gegründet.

## Entwicklungen/Produkte

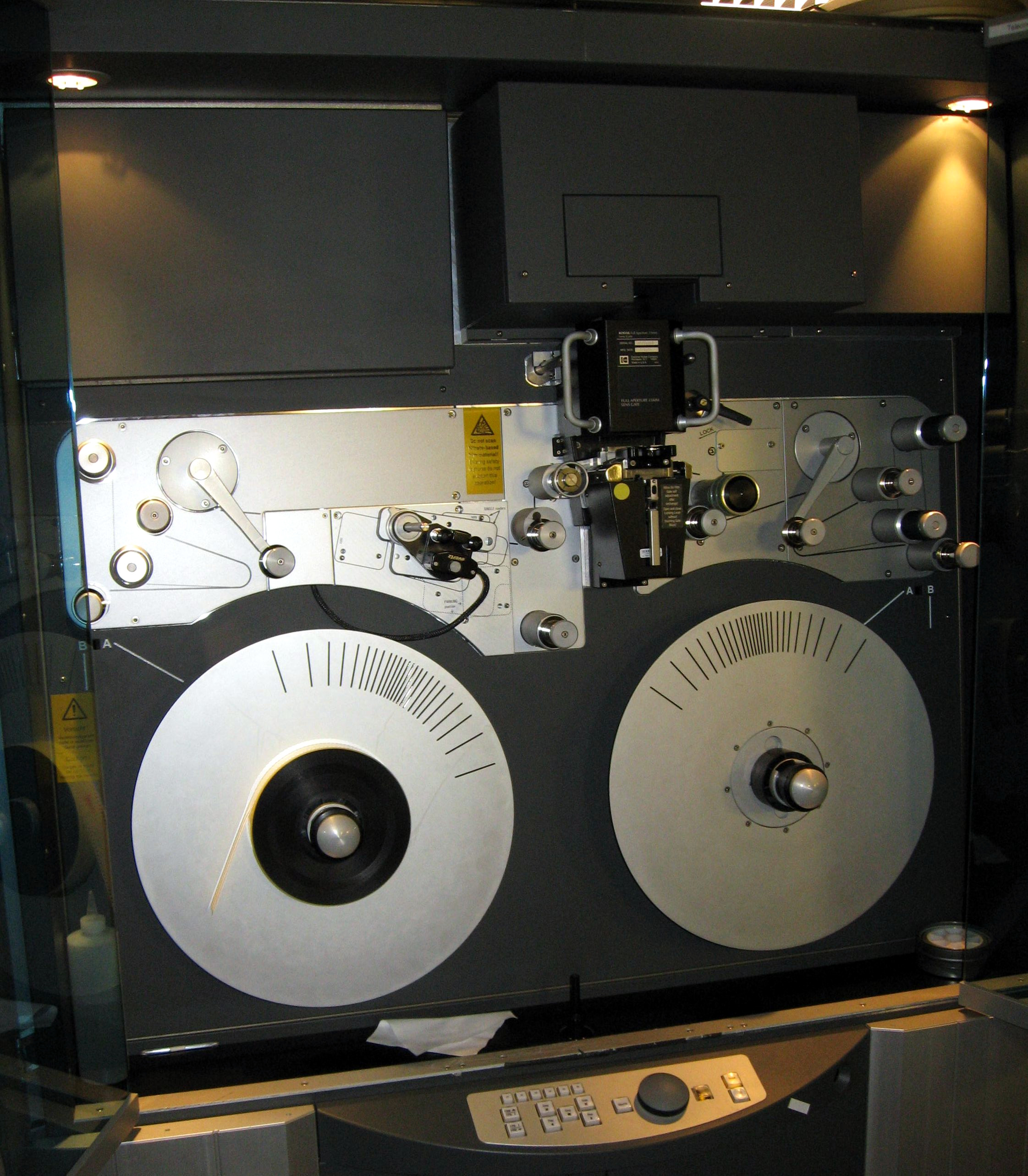
Spirit Datacine 4K (2007)

In der Anfangszeit vor 1996 wurde vor allem an der internationalen Standardisierung des digitalen Fernsehens gearbeitet. Dabei stand die Entwicklung von Videogeräten, z. B. Entwicklung von digitalen HDTV-Magnetbandaufzeichnungsgeräten in Zusammenarbeit mit Toshiba (Japan) im Vordergrund.
1996 wurde schließlich der weltweit erste digitale Filmabtaster „Spirit Classic“ mit 100 MB/s Interface an Rechner- und Speichersysteme, zusammen mit Kodak, entwickelt. Die Besonderheiten dieses Filmscanners lagen in der präzisen Farbwiedergabe, Echtzeitbildverarbeitung in hoher Qualität und der Skalierung von Bildern bis zu 2048 × 1800 Bildpunkten. Parallel dazu wurde an der Anpassung von Seriengeräten an Kundenspezifische Abläufe von weltweit tätigen Produktionsfirmen gearbeitet sowie an der Entwicklung von Treibersoftware für spezifische Rechnerplattformen.
2002 folgte dann die Entwicklung einer 6400Mb/s Datenschnittstelle für den Spirit Filmscanner mit dem Namen „Gigabit System Network (GSN) Datenschnittstelle“, zur Optimierung der Workstation Softwaretreiber. Der digitale SDTV/HDTV Bildmischer „Kayak“ wurde dann, in Zusammenarbeit mit Grass Valley, 2003 entwickelt. 2004 folgte schließlich schon „LUTher“. Ein HDTV Farbraumkonvertierer, basierend auf einer dreidimensionalen Look-Up-Table (LUT), mit 129³ Stützstellen.
Im selben Jahr wurde der „Spirit 4K“, in Zusammenarbeit mit Kodak und Dalsa (Kanada), entwickelt. Diesen Scanner charakterisierte eine präzisen Farbwiedergabe von 4096 × 3600 Bildpunkten. Zusätzlich machte er eine Echtzeitbildverarbeitung in hoher Qualität, mit einer Datenraten bis über 550 MB/s und gleichzeitiger Farbkorrektur möglich. Auch bestand die Möglichkeit einer Filmkornreduktion, das Einfügen von digitalen Video Effekten und vielem mehr.
„Bones“ eine flexible nichtlineare Postproduktionsplattform, basierend auf Standard Workstations und einem Linux Betriebssystem, folgte schließlich 2005. Dadurch wurde der Einsatz komplexer Algorithmen für Farbkorrektur, Bildrestauration, Formatwandlungen möglich. Bei „InfiniBand Interface“ einer Entwicklung aus 2006, handelte es sich um eine 800 MB/s Datenschnittstelle für Spirit zur Bildübertragung auf Linux basierende Cluster. „Bones Dailies“, eine Mehrplatz „Dailies“ Lösung, ermöglichte schließlich durch kollaboratives Arbeiten von bis zu 4 Benutzern auf einer gemeinsamen Datenbank eine effiziente Erstellung von Beiträgen bei der analogen und digitalen Filmproduktion. Diese Entwicklung aus 2007 zeichnete sich durch eine automatische Audio/Video Synchronisation im Echtzeitbetrieb aus und unterstützte viele AV/Media Formate.
2009 kam der „Scanity“ auf den Markt. Dieser Filmscanner machte eine 4K-Auflösung (15 Bilder/s) mit bis zu 96 Bilder/s bei reduzierter Auflösung möglich. Dabei bestand das Besondere in einer Realisierung eines neuartigen Abtast- und Antriebskonzepts mit schonendem Filmtransport. Zusätzlich kam noch eine LED-Beleuchtung für Filmschonung und einer langen Lebensdauer zum Einsatz. Dadurch konnte eine Datenrate bis über 1300 MB/s, mit direkter Anbindung an ein Plattenspeichersystem (SAN), ermöglicht werden.

## Auszeichnungen
Für die Entwicklung des „Spirit Data Cine“ Filmscanner erhielt die Firma 1998 den Primetime Emmy Award.
2000 folgte die Auszeichnung der National Academy of Television and Science Emmy für die Entwicklung von Rauschreduzieren im Einsatz von Satelliten Uplinkstationen.
Für Entwicklung der „LUTher“ HDTV Farbraumkonvertierung wurde die Firma 2010 durch die Academy of Motion Picture Arts and Sciences (AMPAS) mit dem Technical Achievement Award (Technischer Oscar) ausgezeichnet. Zusätzlich erhielt sie, ebenfalls von der AMPAS, den Scientific and Engineering Award (Technischer Oscar), für die Entwicklung des Spirit 4K Filmscanners.
Für die Entwicklung des SCANITY-Filmscanners in der Kategorie „Neue Produkte und Innovationen“, erhielt die Precision Mechatronics GmbH 2010 den 2. Platz bei den Hessen Champions.

## Heute
Die Precision Mechatronics GmbH kooperiert heute hauptsächlich als Dienstleister für die Lohnfertigung von Präzisionsteilen, mit einer Toleranzgrenze bis 1 µm. Dabei fertigt sie in ihren klimatisierten Fertigungshallen in Weiterstadt sowohl Prototypen kleiner und mittleren Serienlose.